# Catalina Fuentes y Jácome
Catalina Fuentes y Jácome (Madrid, ?–Alcalá de Henares, 9 d'abril de 1698), de nom religiós Catalina de Santa Inés, va ser una religiosa carmelita descalça, diverses vegades priora del convent de la Imagen d'Alcalá de Henares.
Nascuda a la vila de Madrid, era filla de Mateo Fuentes i de María Jácome. Va ingressar i prendre l'hàbit de l'orde del Carmel al convent de la Imagen d'Alcalá de Henares el 2 de febrer de 1655, on va fer professió el 5 de febrer de l'any següent. Gràcies a les seves virtuts i bones habilitats, el 1671 la priora María Bárbara la va elegir per encarregar-se de la fundació del convent carmelita a Boadilla del Monte, on va ser nomenada sagristana i sotspriora, romanent fins a 1679, de tornada a Alcalá.
Al convent d'Alcalá va assolir el rang de priora en tres ocasions (1680, 1688, 1694), governant amb encert. El darrer any va perdre la vista i, poc després es va veure obligada a romandre al llit a causa d'un càncer a la zona abdominal. Va morir a causa de la malaltia, el 9 d'abril de 1698.